# Gypsophila wilhelminae
Gypsophila wilhelminae är en nejlikväxtart som beskrevs av Karl Heinz Rechinger. Gypsophila wilhelminae ingår i släktet slöjor, och familjen nejlikväxter. Inga underarter finns listade i Catalogue of Life.